# Codiaeum finisterrae
Codiaeum finisterrae är en törelväxtart som beskrevs av Ferdinand Albin Pax och Käthe Hoffmann. Codiaeum finisterrae ingår i släktet Codiaeum och familjen törelväxter. Inga underarter finns listade i Catalogue of Life.